# Nebo – peklo – raj
Nebo – peklo – raj je čtvrtá studiová deska Tublatanky, která vyšla v Supraphonu v roce 1990. Prodalo se jí 80 tisíc kusů. Důvodem byl přestup z Opusu k českému Supraphonu, který právě krachoval.[zdroj?]
Album začíná skladbou „Démon pomsty“, která v sobě nese všechny poznávací znaky Tublatanky. Druhá skladba „Viem, kam ísť“ je sólově zpívaná Paľem Horváthem, který dostal na tomto albu prostor pro svůj drsný vokál; jeho hlas je slyšet i ze skladeb „Dám ti viac“, „Smrť a sláva“, „Bol som dlho preč“ a „Ilúzia“. Deska dále obsahuje skladby „Šlabikár IV.“, „Nebezpečie života“, hit „Matka“, folkovou skladbu „Emigrantská pieseň“ a závěrečnou „Nebo peklo raj“ podpořenou klávesovými nástroji.
Album pro skupinu znamenalo vrchol.[zdroj?]

## Seznam skladeb
1. „Démon pomsty“ (4:42)
2. „Viem, kam ísť“ (3:50)
3. „Smrť a sláva“ (5:06)
4. „Šlabikár IV.“ (4:05)
5. „Matka“ (4:50)
6. „Nebezpečie života“ (4:41)
7. „Dám ti viac“ (3:29)
8. „Emigrantská pieseň“ (3:05)
9. „Ilúzia“ (1:22)
10. „Bol som dlho preč“ (3:38)
11. „Nebo peklo raj“ (5:37)